# Wulverhorst

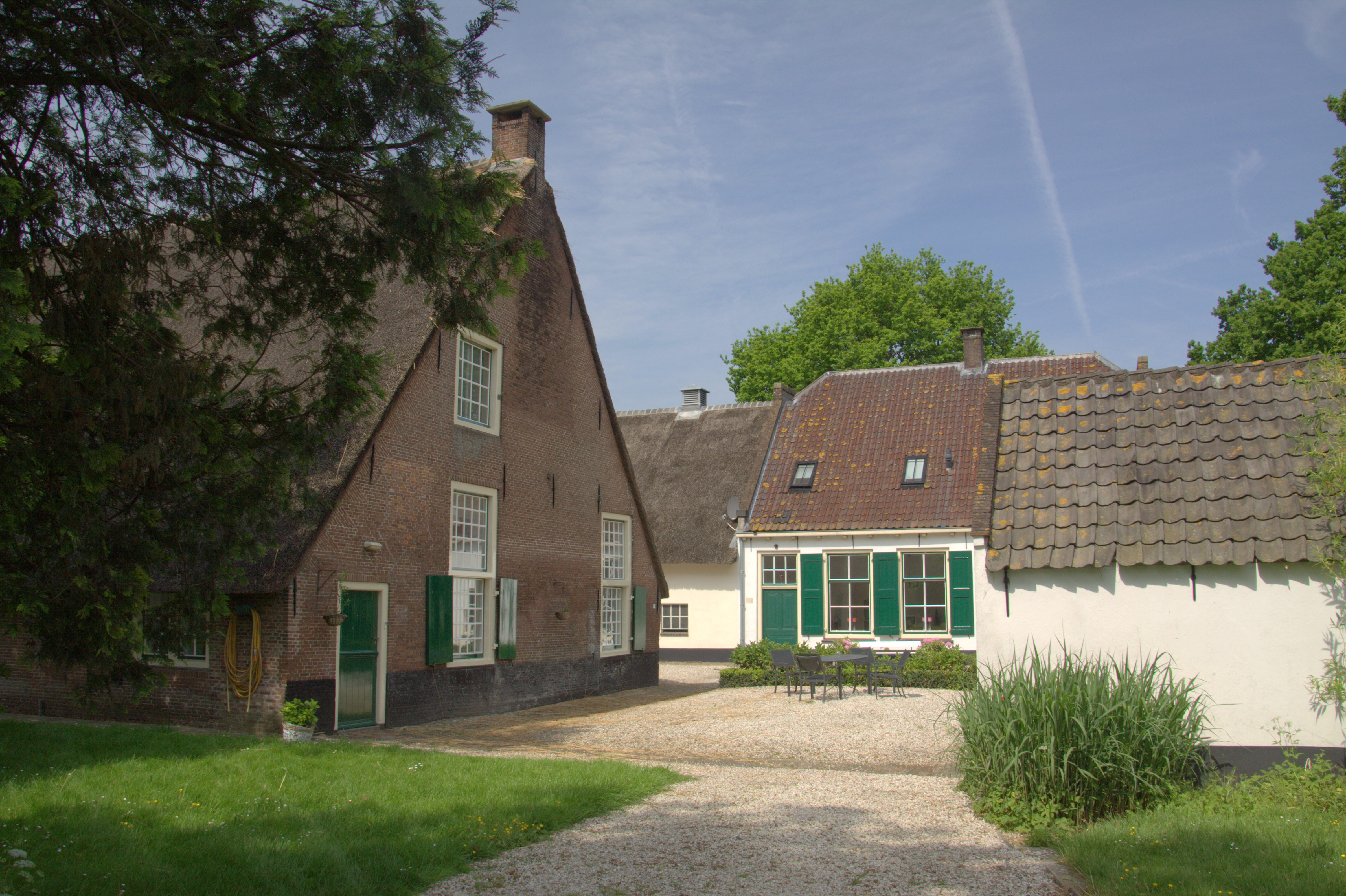
Boerderij Wulverhorst aan de Kromwijkerdijk, in Woerden.

Wulverhorst is een voormalige gemeente (1818-1857) en voormalige heerlijkheid in de Nederlandse provincie Utrecht. Het grondgebied Wulverhorst valt tegenwoordig onder de gemeenten Montfoort en Woerden.

## Geschiedenis

### Heerlijkheid
Wulverhorst was behalve de naam van een gemeente ook de naam van het Huis te Wulverhorst, een oorspronkelijke dwarshuisboerderij die verbouwd is tot buitenhuis na 1650. In de omgeving van dit buitenhuis ligt een ruïne van een kasteel, Wulvenhorst, dat in de 13e eeuw al bekend is uit schriftelijke bronnen. Het buitenhuis werd meestal bewoond door de heren van Wulverhorst. In de 17e eeuw was de Nederlandse dichter Laurens Bake (soms: Baeck) heer van Wulverhorst. De familie Verster noemde een huis in Noordwijk het Huis Wulverhorst. Omdat de twee heerlijkheden Wulverhorst en Kromwijk-Linschoter Haar in de hand van één eigenaar waren, lijkt het soms één gerecht te zijn.

### Gemeente
Op 1 januari 1812 werd het voormalige gerecht Wulverhorst bij de gemeente Linschoten gevoegd. Deze situatie duurde tot 1 januari 1818. Toen werd de nieuwe gemeente Wulverhorst gevormd uit drie voormalige gerechten:
- Wulverhorst
- Kromwijk en Linschoter Haar
- Vlooswijk en Vlooswijk in Kromwijk

De gemeente werd in het noordwesten begrensd door de gemeente Woerden, in het noorden door de Kromwijkse Wetering en de Korte Linschoten, in het oosten en zuidoosten door de gemeente Linschoten, in het zuiden door de Lange Linschoten en in het westen door Snelrewaard en Papekop.
Op  8 september 1857 kwam er een eind aan de gemeente Wulverhorst en werd het gebied bij de gemeente Linschoten gevoegd. Op 1 januari 1989 ging deze gemeente op in de gemeente Montfoort. Het gedeelte van Wulverhorst dat ten noorden van de A12 ligt, waaronder de plaats van het vroegere kasteel Wulvenhorst, valt onder de gemeente Woerden.

## Heren en vrouwen van de heerlijkheid Wulverhorst
- 1650-1670 John Webster

Bake/Baecke
- 1671-1681 Justus Bake (ovl. 1681)
- 1681-1702 Laurens Bake (ovl. 1702), zoon van vorige
- 1702- Adriana Bake, zus van vorige

Bartolotti van den Heuvel
De Roo
- mr. Jan Hendrik de Roo (1712-1766)
  - mr. Boudewijn de Roo (1739-1785)

Verster
- Catharina Verster (1749-1811), vrouwe van Wulverhorst; trouwde jhr. mr. Cornelis Jacobus Speelman (1747-1825)
- Abraham Hendrik Verster (1796-1882), heer vanaf 1828
  - Florentius Abraham Verster (1826-1923), heer vanaf 1882

Speelman
- Catharina Verster (1749-1811), vrouwe van Wulverhorst; trouwde jhr. mr. Cornelis Jacobus Speelman (1747-1825)
  - jhr. Abraham Florentius Speelman (1784-1840), 4e baronet, heer van Wulverhorst (1817-1828)